# جاده ئی۱۸ اروپا

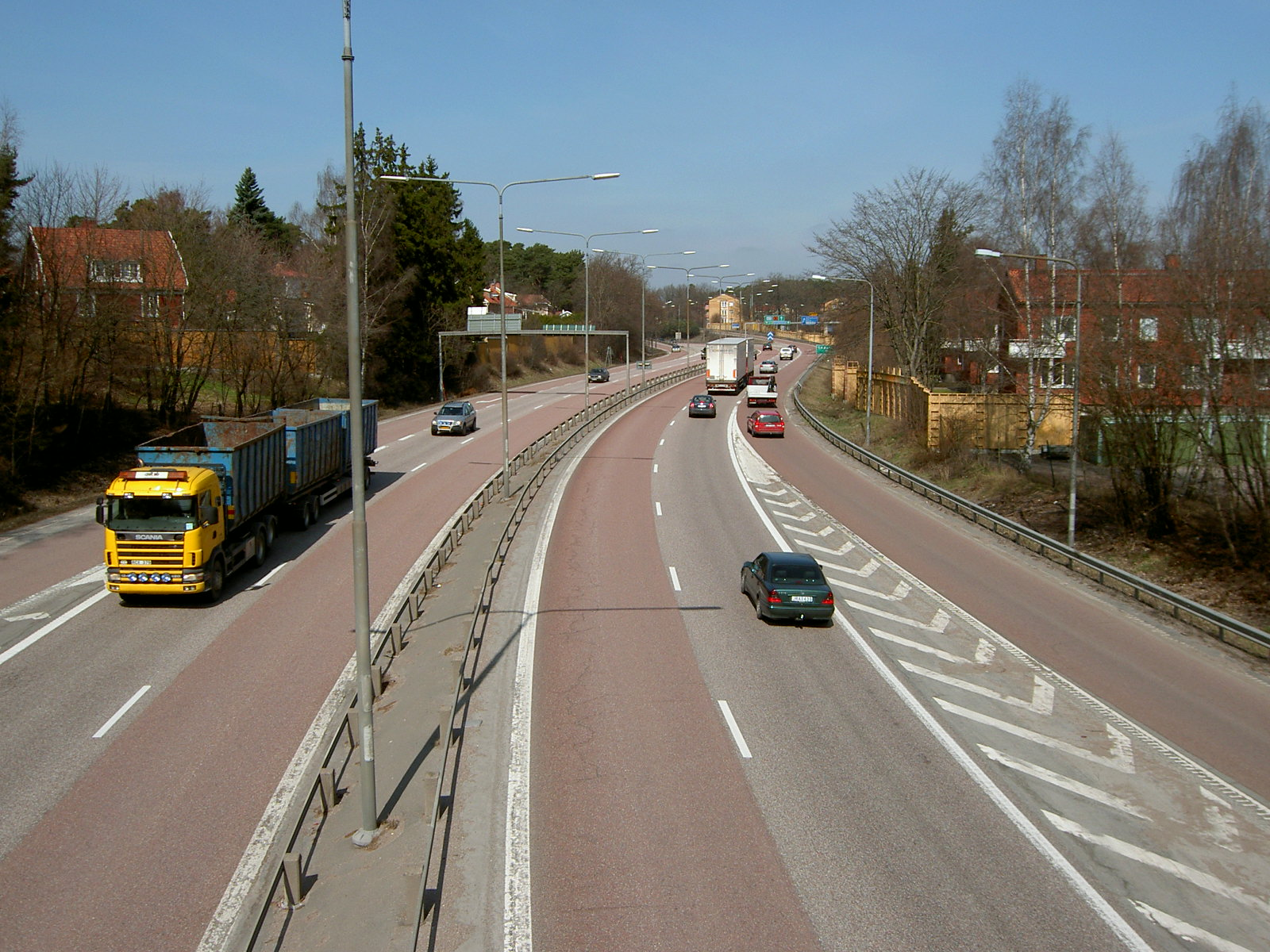
جاده ئی۱۸ اروپا در سوئد

جاده ئی۱۸ اروپا (به انگلیسی: European route E18) یکی از جاده‌های اصلی قاره اروپا است.
این جاده که از شهر کریگ‌آوون (ایرلند شمالی) شروع شده در شهر سن پترزبورگ (روسیه) به پایان میرسد و مسافت آن ۱۸۹۰ کیلومتر است.